# بیلی دیکسون
بیلی دیکسون (انگلیسی: Billy Dickson) فیلم‌بردار، کارگردان تلویزیونی اهل ایالات متحده آمریکا است. وی از سال ۱۹۸۰ میلادی تاکنون مشغول فعالیت بوده‌است.
از فیلم‌ها یا مجموعه‌های تلویزیونی که وی در آن‌ها نقش داشته‌است می‌توان به نایت رایدر ۲۰۰۰ و الی مک‌بل اشاره نمود.